# Jacek Jezierski (urzędnik)

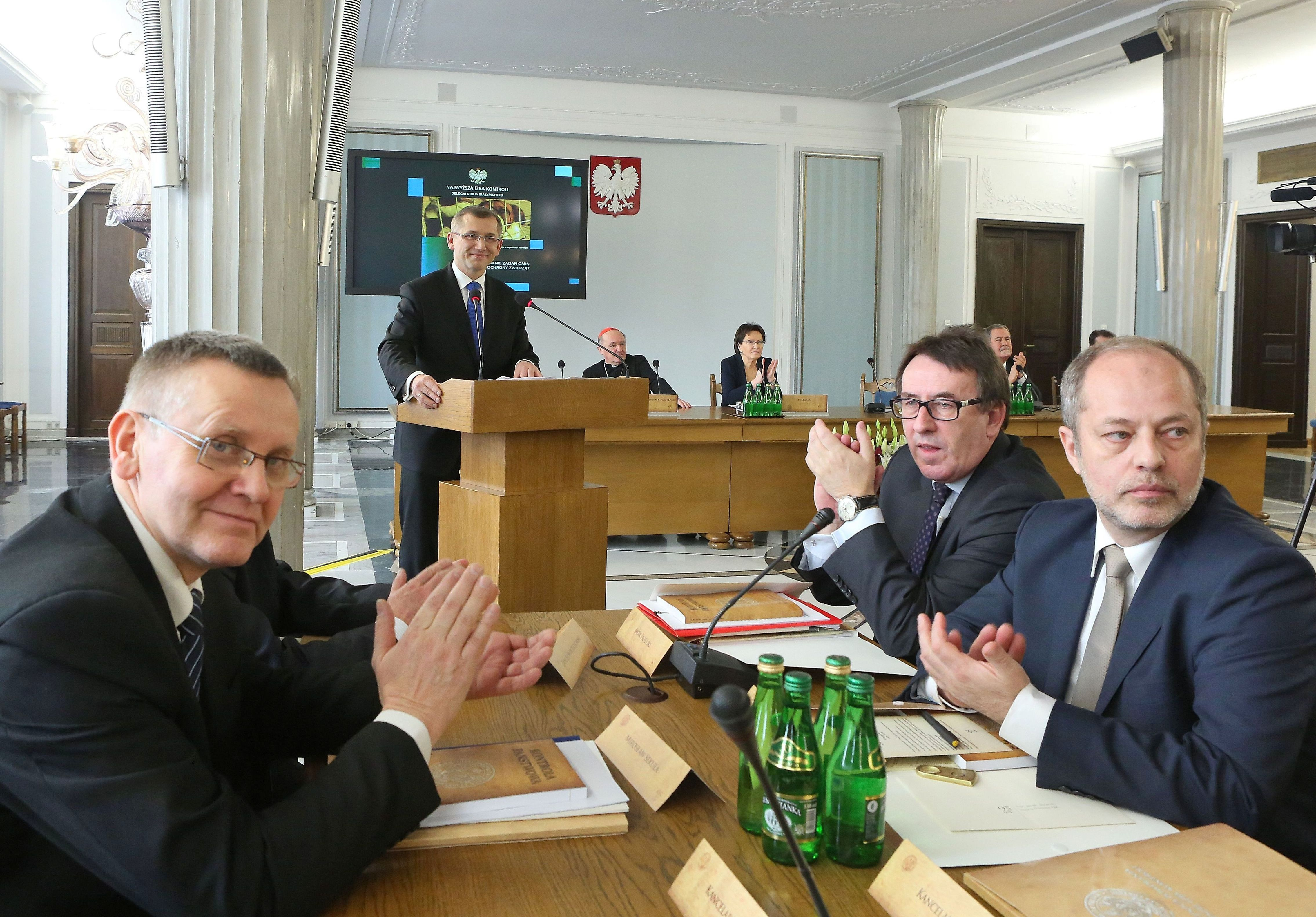
Jacek Jezierski (pierwszy z prawej) podczas uroczystego posiedzenia Kolegium Najwyższej Izby Kontroli z okazji 95. rocznicy powołania NIK w Sejmie (2014)

Jacek Paweł Jezierski (ur. 11 kwietnia 1958 w Gdańsku) – polski urzędnik państwowy, zoolog, w latach 2007–2013 prezes Najwyższej Izby Kontroli.

## Życiorys
Wywodzi się z rodziny Jezierskich, władających do 1945 Otwockiem Wielkim. Ukończył studia na Wydziale Biologii i Nauk o Ziemi Uniwersytetu Gdańskiego, specjalizacja ekologia zwierząt. W 1981 odbył roczną wyprawę naukową do stacji badawczej Polskiej Akademii Nauk na Spitsbergenie. W 1983 rozpoczął pracę w Stacji Ornitologicznej Instytutu Zoologii PAN w Górkach Wschodnich. Podczas studiów związany z NZS, od 1990 do 1992 był zatrudniony w Biurze ds. Ekologii Komisji Krajowej NSZZ „Solidarność”.
15 czerwca 1992 objął stanowisko wicedyrektora Zespołu Ochrony Środowiska i Gospodarki Przestrzennej w Najwyższej Izbie Kontroli. Po reorganizacji został wicedyrektorem Departamentu Ochrony Środowiska i Budownictwa NIK. 1 sierpnia 1998 został powołany przez marszałka Sejmu na stanowisko wiceprezesa Najwyższej Izby Kontroli. 14 czerwca 2007 został kandydatem Prawa i Sprawiedliwości na urząd prezesa NIK. 6 lipca tego samego roku Sejm stosunkiem głosów 239:121 wybrał go na to stanowisko (pokonał kandydatkę posłów PO Julię Piterę). Po zatwierdzeniu go przez Senat rozpoczął pełnienie tej funkcji 22 sierpnia 2007. Od czerwca 2008 do maja 2011 był przewodniczącym zarządu EUROSAI. Funkcję prezesa NIK pełnił do 27 sierpnia 2013.
W 2019 odznaczony Złotym Krzyżem Zasługi.

## Życie prywatne
Żonaty z Barbarą, ma dwóch synów. Jest taternikiem i alpinistą, 18 maja 1983 zdobył Dhaulagiri (siódmy szczyt Ziemi).